# Aloe classenii
Aloe classenii ist eine Pflanzenart der Gattung der Aloen in der Unterfamilie der Affodillgewächse (Asphodeloideae). Das Artepitheton classenii ehrt den aus Russland stammenden Geologen George A. Classen (1915–1982), der sich 1848 in Kenia niederließ und während seiner Reisen als Hydrologe Pflanzen sammelte.

## Beschreibung

### Vegetative Merkmale
Aloe classenii wächst stammlos oder stammbildend, sprosst aus der Basis und bildet dichte Gruppen. Die Stämme sind bis zu 50 Zentimeter lang. Die etwa 24 lanzettlichen Laubblätter bilden dichte Rosetten. Die dunkel olivgrüne, an exponierten Stellen rötlich werdende Blattspreite ist 35 bis 50 Zentimeter lang und 7 bis 8 Zentimeter breit. An der Blattspitze befindet sich ein Enddorn. Auf der Blattunterseite befinden sich nahe der Basis gelegentlich wenige helle, verlängerte Flecken. Die Blattoberfläche ist glatt. Die stechenden, hellbräunlichen Zähne am Blattrand sind 5 Millimeter lang und stehen 10 bis 15 Millimeter voneinander entfernt. Der Blattsaft ist trocken gelb.

### Blütenstände und Blüten
Der Blütenstand besteht aus etwa zehn Zweigen und erreicht eine Länge von etwa 60 Zentimeter. Die unteren Zweige sind zusätzlich verzweigt. Die lockeren, zylindrisch spitz zulaufenden Trauben sind etwa 7 Zentimeter lang und 4 Zentimeter breit. Die eiförmig-spitzen Brakteen weisen eine Länge von 3 Millimeter auf. Die dunkel weinroten, pudrig bereiften Blüten stehen an 8 bis 10 Millimeter langen Blütenstielen. Die Blüten sind 20 bis 25 Millimeter lang und an ihrer Basis gerundet. Auf Höhe des Fruchtknotens weisen die Blüten einen Durchmesser von 7 Millimeter auf. Darüber sind sie nicht verengt. Ihre äußeren Perigonblätter sind auf einer Länge von 10 Millimetern nicht miteinander verwachsen. Die Staubblätter und der Griffel ragen 3 bis 4 Millimeter aus der Blüte heraus.

## Systematik, Verbreitung und Gefährdung
Aloe classenii ist in Kenia in Humustaschen auf Gneisvorkommen in Höhenlage von etwa 600 Metern verbreitet.
Die Erstbeschreibung durch Gilbert Westacott Reynolds wurde 1965 veröffentlicht.
Aloe classenii wird in der Roten Liste gefährdeter Arten der IUCN als „Critically Endangered (CR)“, d. h. vom Aussterben bedroht eingestuft.

## Nachweise